# Синапов, Антон
Антон Синапов (болг. Антон Синапов; род. 1 сентября 1993, Чепеларе, Пловдивская область) — болгарский биатлонист. Вице-чемпион мира по летнему биатлону. Выступает за клуб НСА (София).

## Карьера
С 2010 года входит в состав национальной команды по биатлону.
Международный дебют состоялся в мужской эстафете на чемпионате мира среди юниоров в 2011 году в чешском Нове-Место.
Бронзовый призёр чемпионата мира по летнему биатлону 2011 года среди юниоров в смешанной эстафете.
В Кубке IBU впервые принял участие в сезоне 2011/2012 на этапе в немецком Альтенберге, где в индивидуальной гонке стал 65-м, а в спринте — 48-м. Лучший результат — 21-е место в спринте, показанное в сезоне 2013/2014 в Осрблье.
Впервые в Кубке мира выступил в сезоне 2012/2013 в составе смешанной эстафеты на этапе в шведском Эстерсунде. Первой личной гонкой стал спринт в немецком Оберхофе в сезоне 2013/2014, где он финишировал 86-м.

### Юниорские достижения
| Год  | Место проведения | Инд | Спр | Пр | Эст |
| 2011 | ЧМ Нове-Место    | —   | —   | —  | 16  |
| 2012 | ЧЕ Осрблье       | DNS | 33  | 26 | 7   |
| 2012 | ЧМ Контиолахти   | 15  | 57  | 43 | 16  |
| 2013 | ЧМ Обертиллиах   | 20  | 42  | 45 | —   |
| 2013 | ЧЕ Банско        | 30  | 22  | 34 | 4   |
| 2014 | ЧЕ Нове-Место    | 4   | 11  | 7  | —   |